# Mount Massif
Der Mount Massif ist ein 1514 Meter hoher Berg im Zentrum des australischen Bundesstaates Tasmanien.
Er ist die höchste Erhebung der Du Cane Range am Ostrand des Cradle-Mountain-Lake-St.-Clair-Nationalparks, steht in der Reihe der höchsten Berge Tasmaniens an 7. Stelle und ist eine bekannte Sehenswürdigkeit im Nationalpark und beliebt bei Wanderern und Bergsteigern.